# Бекзадян Олександр Артемович
Олександр Артемович (Арутюнович) Бекзадян (вірм. Ալեքսանդր Հարությունի Բեկզադյան, 1879, Шуші — 1 серпня 1938, розстрільний полігон «Комунарка») — радянський державний і політичний діяч.

## Біографія
Народився в сім'ї надвірного радника. Навчався у Київському політехнічному інституті.
Член РСДРП з 1903 року, у 1904 році — член Бакинского, а в 1905 р. — член Закавказького союзного комітетів Російської соціал-демократичної робітничої партії (РСДРП). Вибраний делегатом IV з'їзду РСДРП (1906), але по дорозі на з'їзд його арештували. Після втечі із тюрми емігрував (1906). В 1906—1914 роках жив у Швейцарії, закінчив Цюрихський університет (1911).
Учасник Паризької наради більшовиків (1911), на якому його обрано кандидатом у члени Комітету закордонної організації більшовиків (КЗО). Учасник Базельського конгресу Другого Інтернаціоналу (1912). Делегат Російської соціал-демократичної робітничої партії на з'їзді Німецької соціал-демократичної партії в Єні (вересень 1913).
У 1914 році переїхав до в Росії. Вів партійну роботу в Закавказзі. Після Лютневої революції працював у Баку, потім на Північному Кавказі. У 1919—1920 роках член Закавказького крайового комітету РКП (б).
У 1920—1921 роках заступник голови Ревкому і нарком закордонних справ Радянської Вірменії. Делегат Х з'їзду РКП (б) (1921). У 1922 році член радянської делегації на Генуезькій конференції. У 1922—1926 рр. працював у торгпредстві СРСР у Німеччині. У 1926—1930 рр. заступник голови Ради народних комісарів і нарком торгівлі Закавказької СФСР.
В 1930—1934 роках — повноважний представник СРСР у Норвегії, в 1934—1937 рр.— в Угорщині.
21 листопада 1937 року заарештований, звинувачений у котрреволюційній діяльності і засуджений до розстрілу Воєнною колегією Верховного суду СРСР. 1 серпня 1938 року вирок було виконано на розстрільному полігоні «Комунарка». В 1956 році посмертно реабілітований. У 2015 році в Москві на фасаді будинку 16 по Старопименовскому перевулку було встановлено меморіальний знак «Остання адреса» Олександра Артемовича Бекзадяна.